# 团结宫

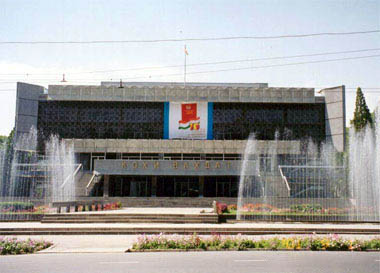
团结宫

团结宫（羅馬化：Kokhi Vahdat）是塔吉克斯坦杜尚别的一幢建筑物。 坐落在杜尚别北部主要通道鲁达基大街，是塔吉克斯坦执政党塔吉克斯坦人民民主党总部。也经常举办一些国际会议。附近有avesto旅店和乌兹别克斯坦大使馆，

## 历史
2007年11月，发生恐怖主义事件，一个塑料袋里发现炸弹。 一个七十七岁的人被炸死，他的身份是看门人，清道夫，或保安。他是唯一的受害者，死于11月14日上午8:10，当他拿起塑料袋时炸弹爆炸。爆炸还炸毁了许多窗户。